# Unie van Islamitische Gemeenschappen van Spanje

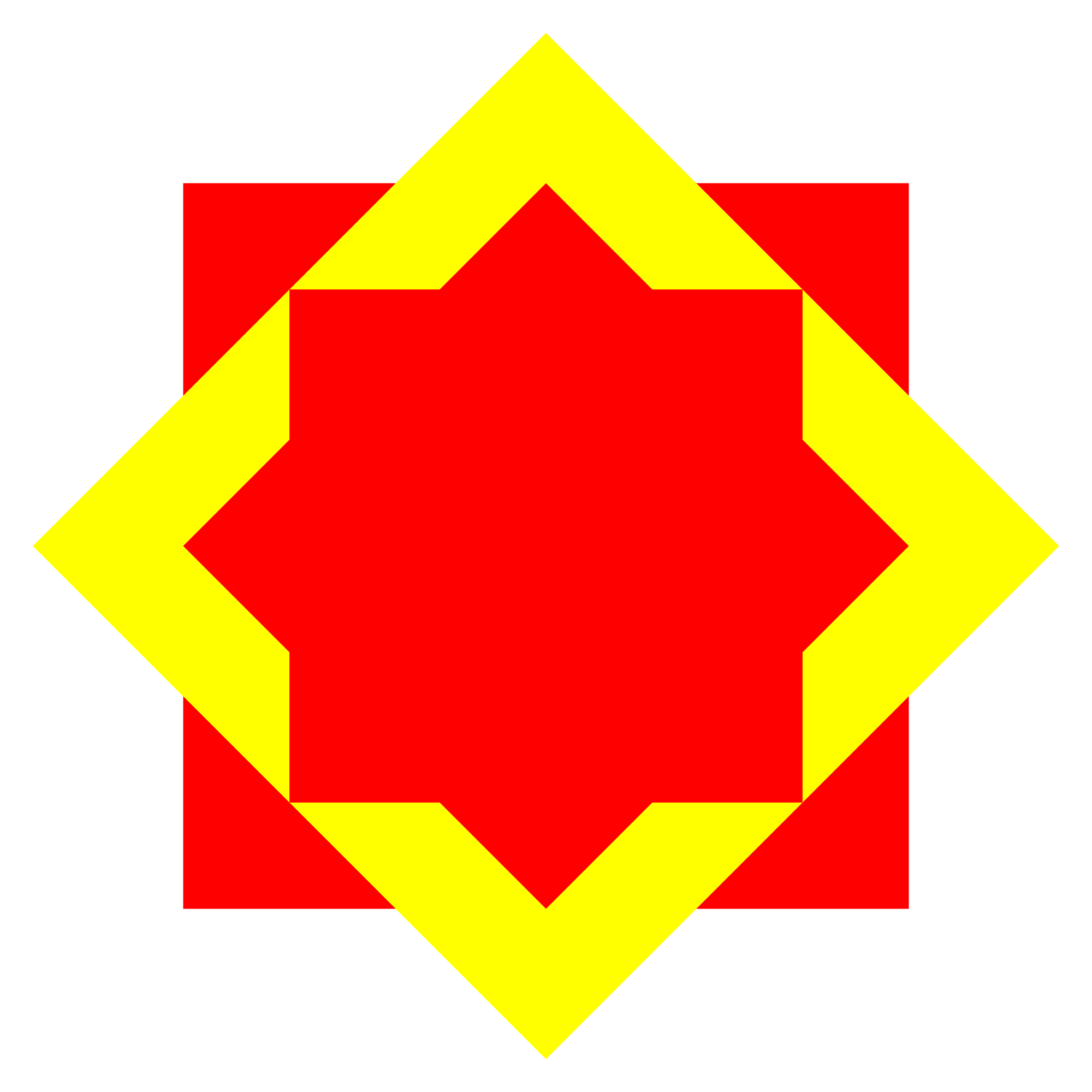
Het logo van de Unie van Islamitische Gemeenschappen van Spanje.

De Unie van Islamitische Gemeenschappen van Spanje (UCIDE) (Spaans: Unión de Comunidades Islámicas de España) is een religieuze organisatie met zetel in de Spaanse hoofdstad Madrid. Het wordt gesteund door Spaanse islamitische religieuze gemeenschappen. UCIDE is geregistreerd in het register van religieuze entiteiten bij het Spaanse ministerie van presidentschap en heeft een samenwerkingsovereenkomst met de Gemeenschap van Madrid.
Het doel is de ontwikkeling van islamitische religieuze activiteiten. Onder een overeenkomst getekend met de Universiteit van Valencia werd de leerstoel voor de drie Abrahamitische religies opgericht voor het onderzoek, onderwijs en informatie over de islam, het jodendom en het christendom.
Het is medeoprichter van de Islamitische Commissie van Spanje (CIE), vertegenwoordiger bij de Spaanse staat, en van de Moslimraad voor samenwerking in Europa (CMCE), representatief orgaan bij de Europese Unie. Na de dood van Riaj Tatary is de gekozen president Dr. Aiman Adlbi, die deel uitmaakt van de Adviescommissie voor godsdienstvrijheid.

## Geschiedenis
In de jaren 60 richtten groepen moslimstudenten studentenverenigingen en culturele centra op, die zich ontwikkelden tot de "Muslim Students Union of Spain". In 1967 voerde Spanje de eerste wet in die moslims toestond zich te organiseren voor religieuze doeleinden, en in 1968 werd het de landelijke "Muslim Association of Spain" met haar centrale zetel in Madrid. Het werd geregistreerd in 1971. Ze droegen actief bij aan de voorbereiding van de Spaanse grondwet van 1978 en de wettelijke wet op de godsdienstvrijheid van 1980. In hetzelfde jaar ontstond de Unie van Islamitische Gemeenschappen van Spanje, met registratie in 1991.
In 1989 werd de "verklaring van beruchte worteling" van de islam in Spanje ontwikkeld, voorafgaand aan de onderhandelingen en ondertekening van de "samenwerkingsovereenkomst" tussen de Spaanse staat en de "Islamitische Commissie van Spanje", die voor dit doel in 1992 met een andere federatie werd opgericht.
De Economische Conventie over leraren van islamitische godsdienstonderwijs op scholen en het curriculum van de te volgen cursussen werd begin 1996 goedgekeurd en gepubliceerd om later de godsdienstboeken Discover Islam for Primary te bewerken. Datzelfde jaar werd in Straatsburg de "Moslimraad voor Samenwerking in Europa" (CMCE) opgericht, met UCIDE als een van de oprichters.
In 2006 werd de opname in het socialezekerheidssysteem voor imams en de regulering van religieuze assistenten in gevangenissen bereikt. De Unie van Islamitische Gemeenschappen van Spanje heeft samenwerkingsovereenkomsten met de Al-Azhar-universiteit in Caïro en de Islamitische Wereldorganisatie voor Onderwijs, Wetenschap en Cultuur, die deelneemt aan gezamenlijke projecten met de Stichting voor Pluralisme en Coëxistentie van de Spaanse staat.